# Митрополит београдски Методије
Митрополит београдски Методије је био митрополит у Београду од 1791. до 1801. године

## Живот
Матија Ненадовић га спомиње у својим „Мемоарима”. Алекса Ненадовић, Илија Бирчанин, Никола Грбовић и други кнезови су митрополиту однијели хатишериф, издан од Порте 1793. године, у којем је одређени колико је био порез за њих. Пошто је Хаџи Мустафа паша тражио дупло више, они су тај документ однијели митрополиту на чување као највеће народно добро. Кад су од митрополита тражили хатишериф да га однесу паши на увид колики је законски порез, он је паши јавио да га ови траже и да се припреми шта ће им одговорити, а њих је упутио да иду прво везиру, па нека онда дођу по ферман.
Тада се говорило да Методије није Грк но Јерменин који се покрстио. Проблем паше-везира је био потенцијални напад из Видина, и требао је новац за војску. Кнезови су му се понудили да ће му они бити војска, а да не плаћају већи порез, јер немају новца и склопили су договор. У „Мемоарима” Матије Ненадовића пише: Ми му благодаримо и одемо весели што смо опет наег Хаџи-Мустаф-пашу повратили у његову стару доброту, кога митрополит Методије беше потурчио. Ухапшен је и одузета му је сва имовина и затим је погубљен 27. фебруара 1801. године по (вољи дахија) наређењу Хаџи Мустафа-паше за његово безаконије и преступљеније. Матија Ненадовић цитира Хаџи Рувима, наводећи да је Методије удављен од београдског паше, 28. јануара 1801., а да су јањичари освојили Београд 1799. године. Сходно томе,  митрополита није убио Хаџи Мустафа, који је и сам убијен, но касније дахије.